# Бункер (телесеріал)
«Таємниця бункера», або «Бункер» (англ. Silo) — американський науково-фантастичний антиутопічний телесеріал, створений Ґремом Йостом за мотивами однойменної серії романів письменника Г'ю Гоуї. Дія відбувається в майбутньому, де останні залишки людства виживають у гігантському підземному бункері, що складається з 144 рівнів. У головній ролі Ребекка Фергюсон грає інженерку, яка поринає в таємниці минулого і сьогодення бункера. В серіалі також знімаються Рашида Джонс, Девід Оєлово, Common, Тім Роббінс, Гаррієт Волтер, Аві Неш, Рік Гомес і Чиназа Уче.
Розробка екранізації роману «Wool» почалася 2012 року. Проект було відкладено на невизначений термін, а в травні 2021 року Apple TV+ обрала серію романів для екранізації серіалу. Основні зйомки почалися в серпні 2021 року, а прем'єра першого сезону з десяти серій відбулася 5 травня 2023 року. Серіал отримав позитивні відгуки від критиків, зокрема за розробку світу, процес створення візуального середовища і акторську гру Фергюсон. У червні 2023 року серіал продовжили на другий сезон, прем'єра якого відбулася 15 листопада 2024 року.

## Синопсис
У постапокаліптичному та антиутопічному майбутньому 10 000 людей живуть у гігантському бункері на глибині сотень поверхів під землею. Чоловіки та жінки живуть у суспільстві, повному правил, які, на їхню думку, покликані їх захистити.

## У ролях

### Головні ролі
| Актор            | Роль |
| ---------------- | --- |
| Ребекка Фергюсон | Джульєтта Ніколс, інженер; підтримує роботу генераторів на найнижчих рівнях Бункера |
| Рашида Джонс     | Еллісон Беккер, яка працює у ІТ відділі Бункера і є дружиною Холстона. Під час їхніх спроб зачати дитину, у неї виникає підозра щодо справжньої історії Бункера та того, як ним керують. |
| Девід Оєлово     | Холстон Беккер, відданий чоловік Еллісон і шериф Бункера |
| Common           | Роберт Сімс, начальник служби безпеки судового відділу; підтримує порядок у Бункері |
| Тім Роббінс      | Бернард Голланд, суворий керівник ІТ відділу Бункера |
| Гаррієт Волтер   | Марта Вокер, інженер-електрик; керує майстернею на нижніх рівнях Бункеру; виступає матір'ю для Джульєтти.                                                                                |
| Аві Неш          | Лукас Кайл, системний аналітик в ІТ відділі; цікавиться світом за межами Бункеру |
| Рік Гомес        | Патрик Кеннеді, ремонтник і колишній контрабандист «реліквій» (предметів зі світу до Бункера)                                                                                            |
| Чиназа Уче       | Пол Біллінгс, новопризначений головний помічник шерифа і колишній виконавець судового відділу; страждає на «Синдром»: захворювання, яке викликає тремор                                  |

### Епізодичні ролі
| Актор             | Роль |
| ----------------- | --- |
| Вілл Паттон       | Семюель «Сем» Марнес, помічник шерифа Холстона, тісно співпрацює з пані мер Янс                                                           |
| Фердинанд Кінгслі | Джордж Уїлкінс, комп'ютерний фанат; керує ремонтною майстернею. Він звертається до Еллісон, щоб вона допомогла розкрити таємниці Бункера. |
| Шейн Макрей       | Нокс, голова механічного рівня в Бункері і начальник Джульєтти                                                                            |
| Біллі Постлетвейт | Хенк, помічник шерифа; який працює на нижчих рівнях Бункера                                                                               |
| Чіпо Чан          | Сенді, секретарка у відділі шерифа |
| Ремі Мілнер       | Ширлі Кемпбелл, інженер і одна із подруг Джульєтти                                                                                        |
| Анджела Йо        | Карінс, помічниця шерифа; працює на середніх рівнях Бункера                                                                               |
| Метт Гомес Хідака | Купер, інженер-новачок на нижчих рівнях і учень Джульєтти                                                                                 |
| Ієн Глен          | Доктор Піт Ніколс, акушер і батько Джульєтти; він не спілкувався з дівчиною, відколи вона стала підлітком                                 |
| Кейтлін Зоз       | Кетлін Біллінгс, дружина Пола і мати їхньої дочки                                                                                         |

### Гостьові ролі
| Актор               | Роль |
| ------------------- | --- |
| Джеральдін Джеймс   | Рут Янс, обрана пані мер Бункера |
| Софі Томсон         | Глорія Гільдебрандт, жінка-параноїк, яка стала консультанткою із питань народжуваності Бункера після того, як сама не змогла зачати дитину |
| Сієнна Гіллорі      | Ханна Ніколс, хірург і справжня Джульєттина мати, що померла                                                                               |
| Генрі Гаррет        | Дуглас Трамбулл, виконавець судового відділу; який вірний Сімсу                                                                            |
| Амелі Чайлд-Вільєрс | молода Джульєтта |
| Іда Брук            | молода Ширлі |
| Чарлі Кумбс         | молодий Нокс |
| Таня Муді           | Суддя Медоуз, керівник судового відділу, що забезпечує виконання «Пакту»: списку правил, яких повинні дотримуватися всі мешканці Бункера   |
| Соніта Генрі        | Регіна Джексон, колишня торговка «реліквіями» та коханка Джорджа                                                                           |
| Крістіан Очоа       | Амундсен, високопоставлений представник «рейдерів»: групи озброєних силовиків, що працюють на Сімса                                        |
| Акіє Котабе         | Дієго, Спостерігач; стежить за Бункером |
| Александрія Райлі   | Камілла Сімс, дружина Роберта, мати їхнього сина і колишня «рейдер»                                                                        |
| Уїлл Меррік         | Денні, хакер-злочинець; порушує роботу мережі безпеки ІТ відділу                                                                           |
| Клер Перкінс        | Карла, колишня дружина Марти; працює у відділі постачання                                                                                  |

1. ↑  Джонс з'являється лише в одному епізоді, проте вона входить до головного акторського складу.
2. ↑  Оєлово входить до головного акторського складу в епізодах 1 і 2, а також згадується як «спеціально запрошена зірка» у всіх наступних сценах.

## Епізоди
| Сезон | Епізоди | Епізоди | Оригінальний випуск | Оригінальний випуск |
| Сезон | Епізоди | Епізоди | Перший випуск       | Останній випуск     |
| ----- | ------- | ------- | ------------------- | ------------------- |
| 1     | 10      | 10      | 5 травня 2023       | 30 червня 2023      |
| 2     | 10      | 10      | 15 листопада 2024   | 17 січня 2025       |

### Сезон 1 (2023)
| № серії | Назва серії         | Режисер(и)     | Сценарист(и)                 | Оригінальна дата показу |
| --- | ------------------- | -------------- | ---------------------------- | ----------------------- |
| 1 | «День Свободи»      | Мортен Тильдум | Ґрем Йост                    | 5 травня 2023           |
| У підземному бункері живе велика громада людей, які не знають своєї справжньої історії та того, що відбувається назовні. Глядачу демонструють сцену з майбутнього: шериф Холстон замикається в камері та каже своєму заступнику Сему, що хоче вийти на поверхню. За деякий час до цього Холстон і його дружина Еллісон втретє отримують дозвіл на вагітність. В кафетерії до них підходить Глорія, жінка, яка надає консультації з фертильності. Вона натякає Еллісон, що її проблеми з зачаттям дитини не випадкові. Тим часом відбувається святкування 140-ї річниці Дня Свободи. В цей день було придушено повстання, учасники якого погрожували відкрити двері бункера до зовнішнього світу. Влада бункера розповсюджує офіційну версію подій, за якою саме повстанці спалили всі документи і знищили всі електронні файли, в яких містилася історія створення бункера. Безпосередньо перед святкуванням Еллісон отримує заявку на ремонт комп'ютерного обладнання від чоловіка на ім'я Джордж. Джордж знайшов старий жорсткий диск і просить Еллісон допомогти його розшифрувати. Диск містить схеми бункера з невідомим тунелем, який веде назовні, а також відео з поверхні, на якому видно зелені дерева і зграю птахів. Еллісон розповідає Холстону, що влада бункера навмисне не дозволяла їй мати дітей, оскільки вона має недостатньо покірний характер. Щоб довести це, Еллісон кухонним ножем вирізає із себе пристрій контролю народжуваності. Поки Холстон біжить за лікарем, Еллісон йде до кафетерію і публічно заявляє, що хоче вийти назовні. Просте промовляння цих слів суворо заборонено, і неминучим покаранням є виконання цього бажання. Її негайно заарештовують. У в'язниці Еллісон каже Холстону, що вікна бункера, які показують зовнішнє середовище, несправжні, і що зовні дійсно можна жити. Усіх, хто покидає бункер, влада просить перед смертю почистити лінзу зовнішньої камери. Еллісон говорить Холстону, що вона почистить камеру, якщо поверхня придатна до життя; в іншому випадку, якщо поверхня для життя не придатна, вона не буде цього робити. Коли Еллісон відправляють назовні, Холстон спостерігає, як вона посміхаючись чистить лінзу, а потім падає на землю і, вочевидь, помирає. Через два роки Холстон розслідує смерть Джорджа разом з Джульєттою, інженеркою, яка стверджує, що його вбили. |                     |                |                              |                         |
| 2 | «Вибір Холстона»    | Мортен Тильдум | Джессіка Блер, Кессі Паппас  | 5 травня 2023           |
| Шериф Холстон, одягнений у скафандр, виходить з бункера на поверхню. Він на власні очі бачить, що його дружина Еллісон мала рацію: поверхня вкрита зеленою травою та деревами, у небі літає зграя птахів. Люди в бункері, що спостерігають за ним через об'єктив камери, натомість бачать спустошений краєвид. Холстон починає задихатись, і перед загибеллю знімає з себе шолом і наближається до тіла Еллісон. Його смерть спричиняє незадоволення серед населення бункера. Джульєтта у розпачі приходить до своєї наставниці і розповідає їй обставини смерті Джорджа. За день до своєї загибелі Джордж каже Джульєтті, що має розповісти їй дещо важливе, і залишає їй у подарунок реліквію — контейнер від цукерок PEZ, в якій міститься записка: «Я знайшов те, що шукав. Пам'ятаєш, де ти востаннє бачила цю річ?» Наступного дня Джульєтта дізнається, що Джордж загинув. Всі навколо впевнені, що він вчинив самогубство, стрибнувши з 30-метрової висоти. Джульєтта намагається переконати шерифа, що Джорджа вбили. Вона показує шерифу реліквію і приводить його до потаємного приміщення, в якому знаходяться залишки величезної тунелепрохідницької машини, за допомогою якої був побудований бункер. Саме в цьому приміщенні Джордж, який був коханцем Джульєтти, зберігав свої реліквії, серед яких була невелика відеокамера. Джульєтта з шерифом знаходять прихований жорсткий диск та інструкції для розшифрування файлів. Холстон забирає всі реліквії, обіцяє Джульєтті розкрити істину, і наказує їй чекати на повідомлення від нього. Безпосередньо після смерті Холстона його заступник розповідає меру бункера про те, що Холстон обрав своїм наступником Джульєтту, нікому невідому інженерку. Мер збирається спуститись на нижні рівні бункера, щоб поговорити з Джульєттою. Тим часом Джульєтта повертається до потаємного приміщення, щоб спробувати пірнути в озеро на дні бункера і знайти двері, що ведуть до невідомого тунелю. |                     |                |                              |                         |
| 3 | «Машини»            | Мортен Тильдум | Інгрід Ескахеда              | 12 травня 2023          |
| Мер міста разом із заступником шерифа подорожує на нижній рівень бункера. Дорогою вона проходить повз судовий відділ, вітає жителів середніх рівнів, відвідує голову відділу IT Бернарда, а також доктора Піта Ніколса, батька Джульєтти. Мер прибуває на нижній рівень під час аварії на генераторі, який постачає енергію для всього бункера. Вона стає свідком того, як Джульєтта ризикуючи власним життям ремонтує генератор. Мер розповідає Джульєтті, що перед виходом на поверхню шериф Холстон обрав її своєю наступницею, а також попросив передати виготовлений спеціально для неї значок шерифа. Спочатку Джульєтта відмовляється від посади шерифа, але змінює своє рішення, побачивши надпис, видряпаний на зворотному боці значка. Джульєтта висуває меру умову: вона погодиться стати новим шерифом, але спочатку мер має дати дозвіл на відключення генератора для ремонту. Мер погоджується, але генератор має бути відключений не довше ніж на 8 годин. У встановлений час команда інженерів вимикає генератор, занурюючи бункер у пітьму, і проводить надзвичайно складний ремонт, виправляючи погнуті лопатки турбіни. Під час ремонту Джульєтта майже тоне, але переборює свій страх перед водою і, ймовірно, навчається плавати. Бункер повертається до життя, Джульєтта прощається зі своїми друзями, залишає знайдену раніше відеокамеру своїй менторці, і збирається у подорож на верхні рівні. Нам показують, що на звороті значка шерифа написане слово «Правда». Це і є повідомлення, яке шериф Холстон обіцяв передати Джульєтті в попередній серії. Мер бункера збирається відсвяткувати призначення нового шерифа, але раптово падає на підлогу з кров'ю в роті. |                     |                |                              |                         |
| 4 | «Правда»            | Девід Семел    | Ремі Обюшон                  | 19 травня 2023          |
| Мер міста померла. Сем, заступник шерифа, вважає, що її отруїли, і що справжньою ціллю замаху був він, оскільки вони пили воду з пляшок один одного. Бернард, який тимчасово виконує обов'язки мера бункера, приймає присягу Джульєтти на посаду шерифа. Джульєтта частково розповідає Сему про її зв'язок з шерифом Холстоном, і пропонує йому угоду: Сем допоможе їй розслідувати смерть Джорджа, а вона допоможе Сему з'ясувати, хто вбив мера. Роберт Сімс із судового відділу говорить Сему, що судді готові усунути Джульєтту з посади шерифа, але Сем відмовляється від цього плану. Ввечері Сем повертається додому, де на нього вчиняють напад. Джульєтта в кабінеті Холстона знаходить досьє, яке стосується загибелі Джорджа, але не може знайти жорсткий диск, який Холстон конфіскував. Паралельно головному сюжету, нам показують сцени з минулого, коли 13-річна Джульєтта після смерті матері та молодшого брата Джейкоба втікає з дому і знаходить роботу на нижніх рівнях бункера. |                     |                |                              |                         |
| 5 | «Син прибиральника» | Девід Семел    | Ґрем Йост                    | 26 травня 2023          |
| Сема знайшли мертвим. Пол Біллінгс, якого судовий відділ спочатку висував на посаду шерифа, призначений головним заступником Джульєтти. Керівництво бункера влаштовує спільне поховання загиблих мера і Сема. Для того, щоб відвернути увагу громадян, після поховання влаштовують святковий забіг з нижніх на верхні поверхи бункера. Секретарка відділу шерифа Сенді говорить Джульєтті, що судовий відділ планує «повісити» вбивства мера і Сема на цапа-відбувайла, і вимагає, щоб Джульєтта дізналась, хто насправді скоїв ці вбивства. Джульєтта дізнається, що Дуглас (Даг) Трамбулл, який працює в судовому відділу, підкинув докази, щоб звинуватити Патрика Кеннеді у вбивстві Сема. Джульєтта розуміє, що Патрика хочуть зробити відбувайлом, і влаштовує пастку. Вона подає запит на ордер на арешт Патрика, і цим спонукає справжнього вбивцю — Дага Трамбулла, викрити себе. Відбувається погоня, під час якої Даг мало не скидає Джульєтту зі сходів на одному з верхніх рівнів бункера. Дагу вдається втекти, він приходить до дверей відділу прибиральників, з якого йому на зустріч виходить Роберт Сімс. Сімс розповідає історію про свого батька, який все життя працював прибиральником, але це було його прикриттям, і насправді виконував, за словами Сімса, найважливішу функцію із захисту населення бункера. Після цього Сімс вбиває Дага, скинувши його зі сходів. Джульєтта доповідає про успішне розкриття справи вбивства мера і Сема. Керівництво бункера починає ставитись до неї більш позитивно, і Бернард, який тимчасово виконує обов'язки мера, дає їй відпустку та можливість спуститись на нижні рівні, щоб зібрати речі і попрощатись з друзями перед остаточним переїздом на верхні рівні бункера. В кафетерії Джульєтта вперше в житті бачить зорі на нічному небі. Жителі бункера не мають гадки, що ці вогники на нічному небі являють собою. Джульєтта спускається до таємного приміщення на найнижчому рівні бункера і дістає коробку з реліквіями, які лишив для неї Джордж. |                     |                |                              |                         |
| 6 | «Реліквія»          | Берт і Берті   | Арік Авеліно                 | 2 червня 2023           |
| Джульєтта підкидає контейнер від цукерок PEZ — реліквію, яку їй подарував Джордж — в квартиру Дага, і робить вигляд що знайшла контейнер під час обшуку. Джульєтта згадує, як Джордж подарував їй іншу реліквію, зламаний годинник, який вона пізніше відремонтувала. Помічник шерифа Пол Біллінгс наголошує, що всі знайдені реліквії необхідно здавати до судового відділу впродовж 12 годин. Джульєтта з Полом відвідують судовий відділ і отримують дозвіл на проведення розслідування стосовно реліквії, але тільки під суворим наглядом. В судовому відділі Сімс відвідує кімнату, в якій зберігаються сотні запечатаних реліквій. Від Патрика Кенеді, шериф дізнається ім'я торговки реліквіями — Регіна; виявляється, що вони з Джорджем мали любовні стосунки, і Джордж використовував її, щоб здобувати реліквії. Сімс дізнається, що контейнер PEZ раніше належав Джорджу, але Джульєтті вдається переконати Бернарда, що Даг Трамбулл вкрав реліквію, коли вбив Джорджа, і Бернард приймає ці пояснення. Пол докоряє Джульєтті, що вона не повністю з ним відверта; Джульєтта відповідає, що знає, що той має «Синдром» і приховує своє захворювання. Вночі Джульєтта по рації говорить своїй наставниці, що вона розчарована через стосунки Джорджа з Регіною, готова припинити розслідування і повернутися до інженерного відділу, але наставниця переконує її спочатку дізнатись всю правду. Джульєтта знову приходить до Регіни, і та зізнається, що через погрози з боку людей, могутніших навіть за судовий відділ, вона мусила віддати всі свої реліквії, окрім однієї. Це книга, видана ще перед заселенням людей до бункера. Джульєтта забирає книгу до своєї кімнати і з подивом розглядає фотографії лісів, озер і тварин. В цей час за нею спостерігає команда спостереження, яка має численні камери по всьому Бункеру, з обладнанням, набагато досконалішим, ніж має решта Бункера. |                     |                |                              |                         |
| 7 | «Охоронці полум'я»  | Берт і Берті   | Джессіка Блер                | 9 червня 2023           |
| Джульєтта бачить, що книга з фотографіями колись належала Глорії, консультантці з фертильності, яка наразі перебуває на примусовому лікуванні. Джульєтта відключає робочу рацію, щоб її не турбували, і намагається зустрітись із суддею. В цей час на 26 рівні відбувається жорстока бійка, яку насилу припиняє помічник шерифа Біллінгс. Бернард, який тимчасово виконує обов'язки мера бункера, розповідає Джульєтті, що отримує погрози, і пропонує їй об'єднати сили, щоб разом протистояти судовому відділу. Шериф навідується додому до судді Медоуз і дізнається, що та виконує лише декоративну функцію, а реальна влада знаходиться в руках у таємничих людей. Весь цей час Сімс спостерігає за шерифом через приховані камери. Джульєтта звертається до батька по допомогу. Вночі вони відвозять Глорію до пологового відділення в якому, за щасливим збігом обставин, відсутня прихована камера спостереження. Прийшовши до тями, Глорія розповідає Джульєтті про «охоронців полум'я» — людей, які намагались зберегти правду про бункер, і яких нещадно винищували представники влади. Мати Джульєтти подружилася з «охоронцями полум'я», але батько Джульєтти виконував наказ не дати «охоронцям полум'я» можливість мати дітей. Повертаючи Глорію до палати, Джульєтта здогадується про існування камер спостереження, які встановлені за дзеркалами, і знаходить у вентиляційній шахті прихований шерифом Холстоном жорсткий диск і інструкції до нього. Сімс відправляє загін рейдерів, але вони не встигають затримати Джульєтту. |                     |                |                              |                         |
| 8 | «Ханна»             | Адам Бернштейн | Джеффрі Ван, Інгрід Ескахеда | 16 червня 2023          |
| Нам показують минуле — як Ханна, мати Джульєтти, створює збільшувальне скло, яке дозволяє їй провести операцію на серці хворого кролика. У теперішньому Сімс відвідує Глорію у лікарні. Джульєтта намагається розшифрувати жорсткий диск, але комп'ютерний термінал у медичному відділі не має на це авторизації. Зранку судовий відділ проводить незаконний обшук в офісі шерифа. В минулому представники судового відділу також проводили обшук в квартирі Ніколсів і знищили збільшувальне скло, створене Ханною. Джульєтта заарештовує Сімса і знаходить у нього в кабінеті приховані документи про свою матір. Вона розмовляє з батьком і пробачає його за те, що він приділяв замало часу дружині і донці. Джульєтта намагається навідатись до своєї наставниці на нижніх поверхах бункера, але судовий відділ ставить на сходах блокпости, на яких перевіряють документи і особисті речі подорожуючих. Джульєтта розбиває дзеркало і демонструє Лукасу Кайлу одну з камер, за допомогою яких судовий відділ слідкує за мешканцями бункера. Вона просить його допомогти розшифрувати жорсткий диск, але Лукас відмовляється. Джульєтта звертається за допомогою до Бернарда, але виявляється, що саме він, як голова відділу IT, оберігає таємниці бункера від допитливих людей. Сімс заарештовує Джульєтту, і разом з Бернардом вони заявляють, що Джульєтта нібито виявила бажання піти з бункера назовні. Піднімаючись по сходах, Джульєтта вихоплює з рук Сімса сумку з жорстких диском і стрибає зі сходів вниз. |                     |                |                              |                         |
| 9 | «Втеча»             | Адам Бернштейн | Лекетія Далко                | 23 червня 2023          |
| Джульєтті вдається втекти від переслідувачів; вона ховається там, де ніхто не думає її шукати, — вдома у Сімса. Джульєтта бере дружину Сімса в заручники і починає розшифровувати жорсткий диск. Але після підключення диску її місцезнаходження стає відомим, і Джульєтті знову доводиться тікати. Біллінгс знаходить в квартирі Джульєтти приховану книгу з зображеннями природи. Він вириває одну сторінку, а решту книги спалює. Джульєтта приходить до Патрика Кенеді. Разом з ще одним айтівцем, який займається контрабандою реліквій, вони розшифровують жорсткий диск. На диску вони знаходять відео від Джорджа, в якому той розповідає, що знайшов величезні двері під водою на нижньому рівні бункера, а також зізнається Джульєтті в коханні. Окрім цього, вони продивляються відео з зеленими деревами і птахами на поверхні. |                     |                |                              |                         |
| 10 | «Зовні»             | Адам Бернштейн | Фред Голан                   | 30 червня 2023          |
| Джульєтта пробирається на 126 рівень бункера через сміттєпровід. Вона підключає жорсткий диск до терміналу і починає трансляцію відео зовнішньої природи на всі комп'ютери в бункері, але майже одразу Бернарду вдається відключити її. Роберт допитує Пола про його стан, і пізніше Пол каже своїй дружині, що для нього буде зроблено виняток, щоб він міг бути шерифом. Джульєтта намагається втекти на нижні рівні, де їй вдається поговорити з Мартою перед арештом. Бернард розбиває жорсткий диск і пропонує Джульєтті угоду: він не буде переслідувати її друзів на нижніх рівнях, якщо Джульєтта погодиться добровільно покинути бункер. Бернард також обіцяє показати Джульєтті, як помер Джордж; для цього він приводить її до кімнати спостереження. Джульєтта на власні очі бачить, що Джордж скоїв самогубство, щоб уникнути допиту. Марта, менторка Джульєтти, здогадується, що влада бункера використовує неякісну липку стрічку для герметизації костюмів тих, хто виходить з бункера назовні. Вона пересилює свою агорафобію і вперше за 25 років виходить з квартири, щоб передати до відділу постачання якісну стрічку для Джульєтти. Джульєтта виходить назовні і бачить природу, дерева і птахів. Вона помічає, що зграя птахів літає так само, як на відео з жорсткого диску, і розуміє, що бачить ілюзію і що реальність — це спустошений вид на екранах Бункера. Вона відмовляється почистити камеру, демонстративно кидаючи ганчірку на землю. Завдяки якісній липкій стрічці, Джульєтті вдається вижити і піднятись на пагорб. Вона виходить з кратера, який оточує Бункер, щезає з поля зору його мешканців і бачить спустошену землю, руїни міста вдалині, а також десятки входів до інших бункерів. |                     |                |                              |                         |

### Сезон 2 (2024)
| № серії | Назва серії         | Режисер(и)               | Сценарист(и)           | Оригінальна дата показу |
| --- | ------------------- | ------------------------ | ---------------------- | ----------------------- |
| 1 | «Інженерка»         | Майкл Діннер             | Ґрем Йост              | 15 листопада 2024       |
| Джульєтта потрапляє в інший бункер, поверхня якого всіяна трупами його мешканців, які масово вийшли без захисного спорядження після повстання. Бункер розбитий, здається порожнім, а нижні рівні затоплені водою. Міст, що веде до ІТ-відділу бункера, зруйновано, тож Джульєтта будує імпровізований міст, щоб потрапити до ІТ-відділу. Поринаючи у спогади, Джульєтта пригадує початок свого нового життя на механічному рівні, де вона допомагала сортувати сміття з верхніх рівнів, ремонтувала речі для Вокер та дружила з Ширлі. Повертаючись від своїх спогадів до сьогодення, Джульєтта знаходить замкнене сховище, де вона виявляє чоловіка, який вижив. Він попереджає Джульєтту, що якщо вона спробує відкрити двері, він її вб'є. |                     |                          |                        |                         |
| 2 | «Статут»            | Майкл Діннер             | Фред Ґолан             | 22 листопада 2024       |
| Бернард спостерігає через камеру костюма Джульєтти і бачить, як вона наближається до бункера 17, перш ніж зв'язок втрачається. Оскільки Джульєтта відмовилася почистити камеру, Бернард розуміє, що її непокора може призвести до революції. Він передає заступників під командування Сімса та встановлює обов'язкову комендантську годину, щоб контролювати мешканців Бункера, у яких є питання про те, як Джульєтті вдалося вижити. Готуючись до виступу, Бернард намагається переконати Медоуз допомогти йому та заарештовує Вокер та її колишню дружину Карлу за те, що вони використали стрічку для герметизації костюма Джульєтти. Ширлі виявляє непокору і починає підбурювати людей на нижчих рівнях, вимагаючи відповідей, а Нокс намагається переконати її заспокоїтися, бажаючи уникнути революції та захистити своїх людей. Бернард виступає з промовою перед мешканцями Бункера і стверджує, що ІТ-відділ створив нову стрічку, яка дозволила Джульєтті вижити довше, але залишається непохитним, стверджуючи, що Джульєтта мертва, і Медоуз його підтримує. Хоча більшість мешканців Бункера, здається, задоволені цим поясненням, Ширлі не переконана, і організовує таємну зустріч під час комендантської години. Після того як Бернард дякує Медоуз за її допомогу, вона вимагає передати їй стрічку та заявляє, що хоче вийти назовні.                                                                                                 |                     |                          |                        |                         |
| 3 | «Соло»              | Арік Авеліно             | Кессі Паппас           | 29 листопада 2024       |
| У бункері 17 чоловік представляється Джульєтті як «Соло». Джульєтта дізнається, що є десятки бункерів і що її дії можуть викликати революцію в її бункері. Джульєтта намагається заслужити довіру Соло, і він дає їй їжу, перш ніж запропонувати використати костюм пожежника, щоб вийти назовні. Соло спочатку відмовляється залишати сховище, але коли Джульєтта починає йти, він передумує, і Джульєтта пропонує йому допомогти піднятися на верхні рівні. У Бункері 18 робітника Тедді заарештовують за те, що він створив графіті «Джульєтта жива». Сімс пропонує ув'язненому Патрику ліки, які допоможуть йому забути померлу дружину в обмін на послугу, і наймає відставних рейдерів, щоб відправити їх на механічний рівень. Ширлі збирає групу протестувальників і вимагає звільнити Тедді, але Патрик нападає на заступників, і в хаосі заворушення гине новачок Купер. Піт зустрічає жінку, яка сподівається виграти в лотерею, що дозволить їй мати дитину, і нехтує наказом не знімати її з протизаплідних засобів, все одно виконуючи цю процедуру. Біллінгс опитує всіх присутніх під час арешту Джульєтти і приносить свій звіт Медоуз, в якому стверджується, що Джульєтта ніколи не заявляла, що хоче вийти назовні. |                     |                          |                        |                         |
| 4 | «Фісгармонія»       | Арік Авеліно             | Сал Каллерос           | 6 грудня 2024           |
| З допомогою Соло Джульєтта будує повітряну насосну систему, яка допомагає їй здолати затоплені рівні і забрати костюм пожежника. Соло розповідає Джульєтті про колишній зовнішній світ і долає тривогу перед тим, як покинути сховище. Нокс ділиться з Ширлі своєю теорією про те, що в їх Бункері було кілька повстань, у яких звинувачували робітників механічного рівня через їх здатність припинити роботу Бункера. Він також просить поговорити з Медоуз, яка погоджується зустрітися. Сімс починає підозрювати, що Бернард і Медоуз у стосунках, і фабрикує кампанію з вимогою імпічменту Медоуз. Медоуз дозволяє Лукасу опротестувати свій вирок і після їхньої розмови скорочує його до п'яти років. Біллінгс розслідує бунт на механічному рівні та дізнається, що тіло підбурювача зникло, а судовий відділ забрав тіло Купера. Бернард отруює Медоуз, яка перед смертю розповідає йому, що на жорсткому диску, який вкрала Джульєтта, є зашифрований лист від Сальвадора Квінна, який очолював ІТ-відділ під час повстання 140 років тому. Нокс, Ширлі, Вокер і Карла прибувають до судового відділу, де Бернард помістив тіло Медоуз, щоб підставити Нокс і Ширлі і звинуватити їх у вбивстві. Сімс підбурює натовп і спрямовує його за ними. |                     |                          |                        |                         |
| 5 | «Спуск»             | Ембер Темплмор-Фінлейсон | Дженні Де Армітт-Стран | 13 грудня 2024          |
| Соло просить Джульєтту відремонтувати водяну помпу, тому що рівень води зростає і досягне ІТ-відділу через десять місяців, але Джульєтта наполягає на тому, що їй потрібно негайно повернутися до свого бункера. Джульєтта підозрює, що Соло бреше про свою особу, і він сердито реагує на її запитання. Джульєтта знаходить придатний для використання шолом, але падає, знесилена травмами. Бернард знає, що Сімс сфабрикував кампанію проти Медоуз. Він відмовляє Сімсу в ролі своєї «тіні», але призначає його суддею замість Медоуз, що дуже засмучує Сімса. Дружина Сімса, Камілла, допомагає Ноксу та Ширлі тимчасово втекти від натовпу. Рік Амундсен, новий голова судового відділу, наказав заарештувати Карлу, але Нокс, Ширлі та Вокер змогли обійти блокаду та відправитися на нижчі рівні. Бернард змушує Лукаса відремонтувати жорсткий диск Джульєтти, відкриваючи приховані сполучення Бункера із зовнішнім світом, а також зашифрований лист Сальвадора Квінна до його дружини. Біллінгс і помічник Хенк вистежують Патрика, який пропонує Біллінгсу розповісти правду про Бункер, яку він дізнався. |                     |                          |                        |                         |
| 6 | «Барикади»          | Майкл Діннер             | Джефрі Ван             | 20 грудня 2024          |
| Напруга зростає, оскільки Бернард блокує постачання нижчих рівнів, а Нокс організує виготовлення зброї. На прохання Біллінгса Піт відправляється на нижні рівні, щоб лікувати Патрика. Патрик розповідає Біллінгсу, як він допоміг Джульєтті з жорстким диском і прийняв пропозицію Сімса стати агентом-провокатором під час протесту на механічному рівні. Бернард запитує Каміллу про її дії щодо захисту Нокса та Ширлі, але вона ухиляється від відповідей. Нокс і Ширлі очолюють групову атаку на барикаду на рівні 130 і їм вдається прорватися на десять поверхів вище, зайнявши критичний рівень 122, де розташовані ферми. Біллінгс допитує Вокер, Нокса та Ширлі про смерть Медоуз. Коли Біллінгс повідомляє Бернарду по радіо, що він хоче розпочати офіційне розслідування смерті Медоуз, Бернард вимикає радіозв'язок у Бункері. Лукас працює над розшифровкою листа Квінна, і складність шифру спонукає Бернарда зробити Лукаса своєю «тінню», щоб він міг отримати доступ до «Спадщини». У Бункері 17 Джульєтта прокидається після лікування Соло, який сховав її костюм, щоб змусити її полагодити водяну помпу перед відходом. |                     |                          |                        |                         |
| 7 | «Занурення»         | Майкл Діннер             | Кетрін Ді Савіно       | 27 грудня 2024          |
| Бернард знайомить Лукаса зі «Спадщиною», передовим комп'ютером у сховищі, який містить усі їхні таємні знання та записи, хоча походження Бункера понад 352 роки тому залишилося втраченим. Після роботи зі Спадщиною, щоб допомогти в його дослідженні, Лукас починає підозрювати, що лист використовує книжковий шифр. Механічний відділ надсилає паперові повідомлення на верхні рівні, заохочуючи громадян запитати, що ІТ-відділ від них приховує, перш ніж вимкнути живлення в Бункері, щоб продемонструвати, що ІТ-відділ має власне незалежне джерело живлення. Бернард конфліктує з Сімсом, який все ще злий через те, що його відсторонили. Сімс сперечається з Каміллою про її дії; вона пояснює, що веде подвійну гру заради їхньої безпеки, і обіцяє більше нічого від нього не приховувати. Біллінгс і Хенк слідкують за шпигунами, які намагаються посіяти розбрат на Механічному рівні. Вокер хвилюється за Карлу й ненадовго вмикає одну з камер ІТ-відділу, щоб надіслати повідомлення нагору, яке отримує Бернард. У Бункері 17 Джульєтта здійснює глибоке занурення, щоб відремонтувати водяну помпу для Соло, і ледве не тоне, коли подача повітря припиняється. Спливши на поверхню, Джульєтта знаходить сліди боротьби та підозрює, що в Бункері є ще хтось. |                     |                          |                        |                         |
| 8 | «Книга Квінна»      | Ембер Темплмор-Фінлейсон | Ремі Обюшон            | 3 січня 2025            |
| Джульєтта змушена знову занурюватись, щоб уникнути наслідків кесонної хвороби. Коли вона спливає, хтось стріляє в неї стрілою і та каже що вб'є її так само, як було вбито Соло. Джульєтта шукає нападника і знаходить трьох молодих людей. У Бункері 18 Лукас відстежує нащадків Квінна і дізнається, що вони передали Медоуз копію «Пакту» від Квінна багато років тому. Бернард розповідає Лукасу, що Квінн знищив записи Бункера 140 років тому та додав до води наркотичну речовину, щоб змусити громадян забути свою історію та припинити повстання, які до того часу відбувалися кожні 20 років. Використовуючи пакт Квінна, Лукас починає розшифровувати його лист. Сімс за допомогою Камілли дізнається, що Лукас щось розслідує для Бернарда. Вокер зустрічає Бернарда і погоджується бути його інформаторкою, щоб врятувати Карлу. У результаті групу з механічного рівня, яка проникає у відділ постачання, затримують рейдери. Дружина Біллінгса Кетлін дізнається, що Біллінгс зберіг сторінку книжки з малюнками з минулих часів, і вимагає її показати. |                     |                          |                        |                         |
| 9 | «Захисний механізм» | Буде визначено           | Джессіка Блер          | 10 січня 2025           |
| Джульєтта стикається з Одрі, лідеркою групи з п'яти молодих людей, що вижили, яка наказує Джульєтті відкрити для них сховище, щоб вони могли дістати їжу. Виявляється, Соло живий, але Одрі хоче вбити його, щоб помститися за смерть батьків і занепад Бункера. Джульєтта розуміє, що Соло був дитиною під час повстання; Соло зізнається, що він убив їхніх батьків з метою самозахисту, коли вони вдерлися до сховища. За наполяганням Джульєтти Соло та молоді люди миряться, і Соло дозволяє всім увійти до сховища. У Бункері 18 Лукас дізнається, що існує 50 інших Бункерів, і, використовуючи інформацію з листа Квінна, відправляється на нижчі рівні. Лукас знаходить тунель під Бункером, де комп'ютер біля дверей попереджає його нікому не розповідати про побачене, інакше спрацює «захисний механізм». Біллінгс зустрічається з Сімсом, щоб передати йому сторінку з малюнком, що спонукає Каміллу та Сімса розглянути можливість приєднання до повстання. Патрик розповідає Кетлін про свою підозру, що дисплей Бункера показує неправдиву інформацію. Бернард звинувачує в діях повстанців Біллінгса, але не всі помічники вищого рівня йому вірять. Нокс сперечається з Вокер і розповідає їй план використання решти пороху. |                     |                          |                        |                         |
| 10 | «В полум'я»         | Ембер Темплмор-Фінлейсон | Арік Авеліно           | 17 січня 2025           |
| Вокер працює разом із Ноксом та іншими повстанцями, щоб використати камеру Бернарда для надання йому дезінформації. Вони обманом змушують Бернарда направити рейдерів вниз, залишаючи IT-відділ без захисту; бомба, закладена повстанцями посередині сходів, не спрацьовує і Піт жертвує собою щоб її підірвати. Помічники нагорі приєднуються до повстанців після отримання повідомлення Біллінгса через Сімса. Патрик підбурює громадян, і вони об'єднуються в розлючений натовп, вимагаючи пояснень від Бернарда. Лукас розповідає Бернарду про «захисний механізм» і відмовляється від посади, що змушує зневіреного Бернарда віддати Сімсу ключ від сховища та пароль. Сімс і його родина заходять у сховище, але «Спадщина» каже, що залишитися може тільки Камілла. В Бункері 17 Соло розповідає Джульєтті про запобіжний механізм, трубу, яка може закачати достатньо отрути, щоб убити всіх в Бункері, і як це можна зупинити. Джульєтта використовує костюм пожежника та повертається у Бункер 18, щоб очистити камеру та показати повідомлення, яке попереджає мешканців не виходити назовні, що викликає радість серед громадян. Джульєтта заходить у Бункер 18, коли його покидає Бернард, і їх обох закривають у камері для спалення сміття, яка починає працювати. У теперішній час, десь в Вашингтоні, округ Колумбія, жінка на ім'я Гелен запитує конгресмена про можливість помсти США Ірану за підрив брудної бомби на території США. |                     |                          |                        |                         |

Майкл Діннер і Ембер Темплмор-Фінлейсон стануть режисерами епізодів другого сезону. Ембер Темплмор-Фінлейсон виступить режисеркою чотирьох епізодів, включаючи останній. Перший епізод дістав назву «Інженерка» (англ. The Engineer), його режисером є Майкл Діннер.

## Виробництво

### Розробка
Вперше про те, що проєкт знаходиться в розробці як художній фільм, було оголошено студією 20th Century Studios, яка вступила в переговори про придбання самостійного видання електронної книги «Wool» Г'ю Гоуї 11 травня 2012. Через п'ять днів було підтверджено, що 20th Century Studios придбала права на роман, а Рідлі Скотт і Стівен Заіллян стали продюсерами фільму. 28 листопада 2012 року було оголошено, що Джей Блейксон веде переговори про написання сценарію та постановку фільму. Пізніше, 5 червня 2015 року, було оголошено, що Ніколь Перлман була найнята для переписування сценарію, а Блейксон більше не бере участі у проекті. У результаті фільм було відкладено у зв'язку з придбанням компанією Disney компанії 21st Century Fox.
Станом на 30 липня 2018 року AMC розробляла нову ітерацію проєкту для телебачення, а Латої Морган було доручено написати сценарій за її загальною угодою з AMC Studios. Зрештою серіал перейшов на Apple TV+ 20 травня 2021 року, отримавши замовлення на десять епізодів. Ґрем Йост замінив Морган на посаді творця та сценариста, відзначивши третій серіал на Apple TV+ у рамках його загальної угоди з мережею. Мортен Тильдум також був долучений до прямого та виконавчого виробництва, а Йост став шоуранером. Серіал було продовжено на другий сезон у червні 2023 року. У квітні 2024 року Ребекка Фергюсон заявила в інтерв'ю, що планується зняти 3 і 4 сезони, причому четвертий сезон стане останнім. Поновлення серіалу на 3 і 4 сезони було офіційно підтверджено у грудні 2024 року.

### Написання сценарію
На додачу до Йоста, Джессіка Блер, Кессі Паппас, Інгрід Ескахеда, Ремі Обюшон, Арік Авеліно, Джеффрі Ван, Лекетія Далко і Фред Голан виступили сценаристами.

### Кастинг
З оголошенням про замовлення серіалу також була зроблена заява, що Ребекка Фергюсон була обрана на головну роль. Тім Роббінс приєднався до акторського складу у серпні 2021 року, а Рашида Джонс, Девід Оєлово, Common, Гаррієт Волтер, Аві Неш і Чиназа Уче приєдналися протягом декількох наступних місяців.

### Зйомки
Знімальний період почався в кінці серпня 2021 року в Ходдесдоні, Гартфордшир, і мав тривати до другого кварталу 2022 року. Марк Паттен, Девід Лютер і Лорі Роуз були кінооператорами. Гевін Бокке був художником-постановником, якому приписують дизайн Бункеру. Основна локація складається з трьох рівнів сходів розроблених для представлення окремих локацій.
Зйомки другого сезону почалися наприкінці червня 2023 року на студії Hoddesdon Studios, використовуючи ту саму декорацію, що й перший сезон. Зйомки були офіційно припинені в липні через страйк SAG-AFTRA (2023).

### Музика
В березні 2023, Атлі Орварссон був названий композитором серіалу. Він співпрацював із Тильдумом у серіалі Apple TV+ Захищаючи Джейкоба.
| Бункер: Сезон 1 (Саундтреки оригінального серіалу Apple TV+) | Бункер: Сезон 1 (Саундтреки оригінального серіалу Apple TV+) | Бункер: Сезон 1 (Саундтреки оригінального серіалу Apple TV+) |
| #                                                            | Назва                                                        | Тривалість                                                   |
| ------------------------------------------------------------ | ------------------------------------------------------------ | ------------------------------------------------------------ |
| 1.                                                           | «SILO Main Title»                                            | 1:39                                                         |
| 2.                                                           | «Irrevocable»                                                | 3:10                                                         |
| 3.                                                           | «I Want to Go Out»                                           | 1:32                                                         |
| 4.                                                           | «Juliette»                                                   | 1:24                                                         |
| 5.                                                           | «Overheating»                                                | 3:25                                                         |
| 6.                                                           | «Amazing Adventures»                                         | 2:13                                                         |
| 7.                                                           | «Spoken Request»                                             | 4:24                                                         |
| 8.                                                           | «The Syndrome»                                               | 1:58                                                         |
| 9.                                                           | «Night Lights»                                               | 2:28                                                         |
| 10.                                                          | «Unsee»                                                      | 2:48                                                         |
| 11.                                                          | «Time With You»                                              | 3:04                                                         |
| 12.                                                          | «Dr. Nichols»                                                | 3:46                                                         |
| 13.                                                          | «We Do Not Know»                                             | 3:54                                                         |
| 14.                                                          | «Last Request»                                               | 2:55                                                         |
| 15.                                                          | «Leaving the Silo»                                           | 3:26                                                         |
| 16.                                                          | «They're Lying»                                              | 2:12                                                         |
| 17.                                                          | «The Descent»                                                | 2:41                                                         |
| 18.                                                          | «Race to the Top»                                            | 2:04                                                         |
| 19.                                                          | «Chit Chat»                                                  | 2:51                                                         |
| 20.                                                          | «Under Control»                                              | 2:27                                                         |
| 54:21                                                        |                                                              |                                                              |

## Реліз
Спеціальний показ серіалу Бункер відбувся під час 6-го Каннського міжнародного фестивалю серіалів 14 квітня 2023 року. Телевізійна прем'єра відбулась на Apple TV+ 5 травня 2023 року показом перших двох епізодів, решта виходили щотижня до 30 червня.

## Відгуки
Агрегатор рецензій Rotten Tomatoes повідомив про рейтинг схвалення 88 % із середнім рейтингом 7,5/10 на основі 64 відгуків критиків. Консенсус критиків веб-сайту сформульований наступним чином: «Завдяки майстерно написаному сценарію, неймовірному художньому оформленню та неоціненній зірковій енергії Ребекки Фергюсон, Бункер є таємничою скринькою, яку варто відкрити». Metacritic, який надає зважену середню оцінку 75 зі 100 на основі відгуків 20 критиків, вказує на «загалом схвальні відгуки».
Річард Ропер з Chicago Sun-Times написав, що серіал «тримає наш інтерес завдяки інтригуючим героям і несподіваним поворотам сюжета», і звернув увагу на те, як Бункер «поєднує ознаки декількох жанрів — конспірологічного трилера, авторської думки щодо масштабних соціальних подій, кримінального розслідування і пост-апокаліптичної романтичної історії». Люсі Менген з The Guardian висловила думку, що «розробка світу є ретельною» і «сюжет однаково захоплюючий». Річард Лоусон з Vanity Fair зазначив, що шоу було «подвигом виробничого дизайну», додавши, що «Фергюсон — у всій своїй впевненій акторській грі — надає серіалу необхідну вагу». Баррі Герц з The Globe and Mail також оцінив акторську гру Фергюсон як «видатну».
Навпаки, Брайан Лоурі з CNN вважає, що «внутрішня таємничість […] здається неприродно розтягнутою, що посилюється персонажами, які не запам'ятовуються». Даніель Фінберг з Голлівуд-репортер також високо оцінив розробку світу та гру Фергюсона, але виступив з критикою акторської гри Common, якого він назвав «слабкою ланкою акторського складу».